# Henry Brooks Adams
Henry Brooks Adams (Boston, 16 febbraio 1838 – Washington, 27 marzo 1918) è stato uno scrittore e storico statunitense.

## Biografia
Discendeva dai presidenti John e John Quincy Adams: in gioventù viaggiò attraverso tutta l'Europa accompagnando e collaborando con il padre Charles Francis, diplomatico, ministro plenipotenziario in Gran Bretagna sotto il presidente Lincoln. Si trovava a Palermo durante la Spedizione dei Mille: volle incontrare Giuseppe Garibaldi e ne descrisse l'opera in una serie di lettere al Boston Courier.
Dopo il 1895 soggiornò a lungo in Francia, dove si orientò verso gli studi storici, particolarmente sul medioevo europeo: tra il 1870 e il 1877 fu professore di discipline storiche presso l'Università di Harvard; a partire dal 1890 pubblicò la sua opera più importante, i 9 volumi della History of the United States, 1801-1817, ancora oggi documento fondamentale per la conoscenza della politica americana del tempo. I primi sei capitoli del primo volume sono stati pubblicati a sé (anche in italiano presso Il Mulino).
È sepolto con la moglie Marian Hooper Adams in una monumentale tomba del cimitero di Rock Creek a Washington, opera dell'architetto Stanford White e dello scultore Augustus Saint-Gaudens. Come ha notato il politologo Giorgio Galli, l'opera di Brooks Adams è alla base dell'anticapitalismo di destra in seguito alla presa di distanza dalle teoriche storiche, filosofiche ed economiche di Karl Marx.

## Opere
Oltre ai nove volumi della History of the United States, 1801-1817, scrisse i romanzi Democracy (1880) e Esther (1884), entrambi con protagoniste femminili emancipate e battagliere; un sorprendente libro di saggi e viaggi Mont Saint Michel and Chartres (1904), con riferimenti a Eleonora d'Aquitania, Abelardo ed Eloisa e un finale dedicato a Tommaso d'Aquino; alcune biografie (su Albert Gallatin, John Randolph e noti personaggi e reggenti di Tahiti) e alcune poesie.
Ha lasciato inoltre una curiosa autobiografia in terza persona, The Education of Henry Adams (L'educazione di Henry Adams, stampata per circolazione privata nel 1907 e pubblicata postuma nel 1918), testo prezioso per lo studio della società statunitense del XIX secolo, in evoluzione e ricca di contraddizioni tra il nuovo emergente e le tradizioni secolari; inoltre il testo ambì a proporre una nuova teoria "dinamica" della storia. Il libro vinse il Premio Pulitzer nel 1919.